# Exosternus cardoni
Exosternus cardoni är en skalbaggsart som först beskrevs av Lewis 1891.  Exosternus cardoni ingår i släktet Exosternus och familjen stumpbaggar. Inga underarter finns listade i Catalogue of Life.